# Laterata
Laterata es un suborden de escamosos que incluye a las familias de lagartos Lacertidae, Teiidae, Gymnophthalmidae, Alopoglossidae y los anfisbénios (Amphisbaenia). El nombre "laterata" se refiere a la presencia de escamas en forma de teja (cuadrangulares o cuadrangulares, ya veces elevadas) que forman los anillos los anfisbénios, y también están presentes ventralmente en Lacertidae y Teiidae.
Los estudios de anatomía han agrupado tradicionalmente a las familias anteriores con Scincomorpha, sin embargo estudios genéticos más recientes han encontrado que están relacionado con el origen de los anfisbénios y los han colocado como un grupo más estrechamente relacionados con el clado venenoso Toxicofera. Las relaciones de los anfisbénios con otros escamosos han sido un misterio durante mucho tiempo; aunque superficialmente se asemeja a las serpientes, su anatomía y locomoción es bastante distinta a la de las serpientes, los anfisbénios tienen un pulmón derecho reducido en contraposición a las serpientes que tienen el pulmón izquierdo reducido. Sin embargo, no se parecen mucho a ningún otro grupo de lagartos. Estudios genéticos recientes sugieren que los anfisbénios se agrupan con los Lacertidae, en un grupo llamado Lacertibaenia.
Las laterados tienen una amplia distribución geográfica. Los Lacertidae se encuentran en toda Europa y Asia, con una importante radiación endémica de África. Los Teiidae son diversos en América del Sur, pero algunos miembros del grupo también se encuentran en el sur de América del Norte. Los anfisbénios se encuentran en América, África y Europa. El laterado definitivo más antiguo es el anfisbenio Plesiorhineura del Paleoceno temprano en América del Norte. Dado que se asemeja a los lagartos gusanos modernos, es muy probable que los laterados aparecieran y se diversificaran en el Cretácico. Sin embargo, el taxón Purbicella puede ser un laterado, y sería el más antiguo conocido.
Dentro del grupo taxonómico Laterata, hay muchas especies incluidas en el estado de conservación de la Lista Roja de la UICN. Esta familia enumeró 5 especies extintas, 31 especies en peligro crítico, 53 especies en peligro, 40 especies vulnerables, 53 especies casi amenazadas y 569 especies como las menos preocupadas. Los principales sistemas que están en peligro para este grupo taxonómico son los terrestres. hábitats de agua dulce y marinos. Las mayores amenazas para estos hábitats son la vivienda y el desarrollo urbano, la agricultura en pequeña escala, la agricultura y la acuicultura, la agricultura agroindustrial y el pastoreo en pequeña escala. Los hábitats dentro de estos sistemas que se ven más afectados se enumeran como bosques, matorrales, bosques subtropicales y áreas rocosas.

## Filogenia
La filogenia es la siguiente según los análisis genéticos:
|  | Alopoglossidae                                               |
|  |                                                              |
|  | \| \| Gymnophthalmidae \| \| \| \| \| \| Teiidae \| \| \| \| |
|  |                                                              |
|  | Gymnophthalmidae                                             |
|  |                                                              |
|  | Teiidae                                                      |
|  |                                                              |

|  | Gymnophthalmidae |
|  |                  |
|  | Teiidae          |
|  |                  |

|  | Blanidae |
|  |          |
|  | Cadeidae |
|  |          |

|  | Trogonophidae  |
|  |                |
|  | Amphisbaenidae |
|  |                |

|  | Blanidae |
|  |          |
|  | Cadeidae |
|  |          |

|  | Trogonophidae  |
|  |                |
|  | Amphisbaenidae |
|  |                |

|  | Blanidae |
|  |          |
|  | Cadeidae |
|  |          |

|  | Trogonophidae  |
|  |                |
|  | Amphisbaenidae |
|  |                |

|  | Blanidae |
|  |          |
|  | Cadeidae |
|  |          |

|  | Trogonophidae  |
|  |                |
|  | Amphisbaenidae |
|  |                |

|  | Blanidae |
|  |          |
|  | Cadeidae |
|  |          |

|  | Trogonophidae  |
|  |                |
|  | Amphisbaenidae |
|  |                |

|  | Blanidae |
|  |          |
|  | Cadeidae |
|  |          |

|  | Trogonophidae  |
|  |                |
|  | Amphisbaenidae |
|  |                |

|  | Blanidae |
|  |          |
|  | Cadeidae |
|  |          |

|  | Trogonophidae  |
|  |                |
|  | Amphisbaenidae |
|  |                |

|  | Blanidae |
|  |          |
|  | Cadeidae |
|  |          |

|  | Trogonophidae  |
|  |                |
|  | Amphisbaenidae |
|  |                |

|  | Blanidae |
|  |          |
|  | Cadeidae |
|  |          |

|  | Trogonophidae  |
|  |                |
|  | Amphisbaenidae |
|  |                |

|  | Blanidae |
|  |          |
|  | Cadeidae |
|  |          |

|  | Trogonophidae  |
|  |                |
|  | Amphisbaenidae |
|  |                |

|  | Blanidae |
|  |          |
|  | Cadeidae |
|  |          |

|  | Trogonophidae  |
|  |                |
|  | Amphisbaenidae |
|  |                |

|  | Blanidae |
|  |          |
|  | Cadeidae |
|  |          |

|  | Trogonophidae  |
|  |                |
|  | Amphisbaenidae |
|  |                |

|  | Blanidae |
|  |          |
|  | Cadeidae |
|  |          |

|  | Trogonophidae  |
|  |                |
|  | Amphisbaenidae |
|  |                |

|  | Blanidae |
|  |          |
|  | Cadeidae |
|  |          |

|  | Trogonophidae  |
|  |                |
|  | Amphisbaenidae |
|  |                |

|  | Blanidae |
|  |          |
|  | Cadeidae |
|  |          |

|  | Trogonophidae  |
|  |                |
|  | Amphisbaenidae |
|  |                |

|  | Blanidae |
|  |          |
|  | Cadeidae |
|  |          |

|  | Trogonophidae  |
|  |                |
|  | Amphisbaenidae |
|  |                |

|  | Alopoglossidae                                               |
|  |                                                              |
|  | \| \| Gymnophthalmidae \| \| \| \| \| \| Teiidae \| \| \| \| |
|  |                                                              |
|  | Gymnophthalmidae                                             |
|  |                                                              |
|  | Teiidae                                                      |
|  |                                                              |

|  | Gymnophthalmidae |
|  |                  |
|  | Teiidae          |
|  |                  |

|  | Blanidae |
|  |          |
|  | Cadeidae |
|  |          |

|  | Trogonophidae  |
|  |                |
|  | Amphisbaenidae |
|  |                |

|  | Blanidae |
|  |          |
|  | Cadeidae |
|  |          |

|  | Trogonophidae  |
|  |                |
|  | Amphisbaenidae |
|  |                |

|  | Blanidae |
|  |          |
|  | Cadeidae |
|  |          |

|  | Trogonophidae  |
|  |                |
|  | Amphisbaenidae |
|  |                |

|  | Blanidae |
|  |          |
|  | Cadeidae |
|  |          |

|  | Trogonophidae  |
|  |                |
|  | Amphisbaenidae |
|  |                |

|  | Blanidae |
|  |          |
|  | Cadeidae |
|  |          |

|  | Trogonophidae  |
|  |                |
|  | Amphisbaenidae |
|  |                |

|  | Blanidae |
|  |          |
|  | Cadeidae |
|  |          |

|  | Trogonophidae  |
|  |                |
|  | Amphisbaenidae |
|  |                |

|  | Blanidae |
|  |          |
|  | Cadeidae |
|  |          |

|  | Trogonophidae  |
|  |                |
|  | Amphisbaenidae |
|  |                |

|  | Blanidae |
|  |          |
|  | Cadeidae |
|  |          |

|  | Trogonophidae  |
|  |                |
|  | Amphisbaenidae |
|  |                |

|  | Blanidae |
|  |          |
|  | Cadeidae |
|  |          |

|  | Trogonophidae  |
|  |                |
|  | Amphisbaenidae |
|  |                |

|  | Blanidae |
|  |          |
|  | Cadeidae |
|  |          |

|  | Trogonophidae  |
|  |                |
|  | Amphisbaenidae |
|  |                |

|  | Blanidae |
|  |          |
|  | Cadeidae |
|  |          |

|  | Trogonophidae  |
|  |                |
|  | Amphisbaenidae |
|  |                |

|  | Blanidae |
|  |          |
|  | Cadeidae |
|  |          |

|  | Trogonophidae  |
|  |                |
|  | Amphisbaenidae |
|  |                |

|  | Blanidae |
|  |          |
|  | Cadeidae |
|  |          |

|  | Trogonophidae  |
|  |                |
|  | Amphisbaenidae |
|  |                |

|  | Blanidae |
|  |          |
|  | Cadeidae |
|  |          |

|  | Trogonophidae  |
|  |                |
|  | Amphisbaenidae |
|  |                |

|  | Blanidae |
|  |          |
|  | Cadeidae |
|  |          |

|  | Trogonophidae  |
|  |                |
|  | Amphisbaenidae |
|  |                |

|  | Blanidae |
|  |          |
|  | Cadeidae |
|  |          |

|  | Trogonophidae  |
|  |                |
|  | Amphisbaenidae |
|  |                |